# Horní Jiřetín
Horní Jiřetín (in tedesco Obergeorgenthal) è una città della Repubblica Ceca facente parte del distretto di Most, nella regione di Ústí nad Labem.